# Madeira Beach
Madeira Beach è una città degli Stati Uniti d'America, situata in Florida, nella Contea di Pinellas. A occidente si affaccia sul Golfo del Messico, mentre a oriente confina con il comune di Saint Petersburg. Al censimento del 2010 la sua popolazione risultava di 4 263 abitanti. L'area è essenzialmente residenziale con poche o nessuna attività industriale o commerciale di rilievo. I residenti per lo più sono dei pensionati.